# 受讚頌者斬
《受讚頌者斬》是AQUAPLUS於2018年9月27日發售的PlayStation 4平台游戏。

## 登場人物
受讚頌者系列角色列表

## 主題曲
受讚頌者斬
片頭曲
作詞：須谷尚子；作曲、編曲：松岡純也；主唱：Suara
受讚頌者斬2
片頭曲
作詞：須谷尚子；作曲：石川真也；編曲：衣笠道雄；主唱：Suara

## 外部連結
- 「受讚頌者斬」官方網站：日文版、中文版
- 「受讚頌者斬2」官方網站（日語）